# Campylocentrum tyrridion
Campylocentrum tyrridion é uma espécie de orquídea, família Orchidaceae, que habita o México, Belize, Guatemala, Panamá, Venezuela e Peru. É uma pequena planta epífita, monopodial, com caule e folhas rudimentares, e inflorescência racemosa com flores minúsculas, de cor ocre pálido, de sépalas e pétalas livres, e nectário na parte de trás do labelo. Pertence ao grupo de espécies que não tem folhas nem caules aparentes. Muito similar ao Campylocentrum multiflorum, é possivel que sejam sinônimos.

## Publicação e sinônimos
- Campylocentrum tyrridion Garay & Dunst. ex Foldats, in Fl. Venez. 15(5): 441 (1970).
- Campylocentrum dressleri H.Dietr. & M.A.Díaz, Orchidee (Hamburg) 35: 28 (1984).